# Rodan
Rodan(ラドン, Radon), é um kaiju, um Pterossauro fictício criado pelos estúdios Toho. Ele possui 50-100 metros de altura e pesa de 15 a 30 mil toneladas em sua primeira aparição, no caso, o filme Rodan de 1956. Após sua aparição autônoma de estreia, Rodan passou a ser destaque em várias entradas na franquia Godzilla, incluindo Ghidorah, The Three-Headed Monster (1964), Invasion of Astro-Monster (1965), Destroy All Monsters (1968), Godzilla vs. Mechagodzilla II (1993) e Godzilla: Final Wars (2004), bem como no filme Godzilla II: Rei dos Monstros, produzido pela Legendary Pictures.

### Nome
O nome japonês Radon é uma contração de Pte-ra-no-don. A grafia de Radon em japonês também corresponde ao nome de Ladon, o dragão que guardava as Hespérides na mitologia grega.
Foi alterado para Rodan para mercados de língua inglesa, a fim de evitar confusão com o elemento radônio. No entanto, em Godzilla vs Mechagodzilla II, a versão em inglês do filme usou o nome original Radon.

### MonsterVerse (2019-)
Em 2014, a Legendary Pictures anunciou que havia adquirido os direitos de Rodan, Mothra e King Ghidorah da Toho para usar em seu MonsterVerse. 
Rodan aparece em uma cena pós-créditos de Kong: Skull Island. Está nas pinturas rupestres que mostram ele, Mothra, Ghidorah e Godzilla na filmagem que é mostrada a James Conrad e Mason Weaver. 
Uma chamada de elenco confirmou que Rodan, Mothra e King Ghidorah seriam apresentados em Godzilla II: King of the Monsters .  O marketing viral o descreve como um kaiju titânico com a estrutura esquelética de um Pteranodon e pele semelhante a magma servindo como armadura de placa. O site promocional do filme, Monarch Sciences, identifica a ilha fictícia de Isla de Mara, na costa leste do México como a localização de Rodan e o descreve como tendo 46,94 m de altura, um peso de 39.043 toneladas e uma envergadura de 265,48 m, tornando-o a versão mais curta do personagem, mas também a mais pesada e aquela com a maior envergadura; embora parte da estatura curta seja esta versão de Rodan sendo um quadrúpede como um pterossauro real, em oposição a um bípede ereto como as versões Toho. Ele também é considerado poderoso o suficiente para destruir cidades com trovões gerados por suas asas. 

Em Godzilla II: King of the Monsters, o Coronel Alan Jonah usa a Dra. Emma Russell para fazer com que o dispositivo ORCA desperte Rodan do ramo mexicano da Monarch. Com Rodan acordado, os jatos da Monarch o levam a lutar contra Ghidorah, onde é derrotado. Depois que Godzilla é aparentemente morto pelo Destruidor de Oxigênio, Rodan se torna submisso a Ghidorah antes de ser derrotado por Mothra em Boston e então muda sua lealdade para Godzilla após Ghidorah ser derrotado, levando os outros Titãs a se curvarem a ele.